# Фабріс Беллар
Фабріс Беллар (фр. Fabrice Bellard) — французький програміст, автор ряду відомих проектів у сфері вільного програмного забезпечення. Народився в 1972 році в Греноблі, Франція. Навчався в Ліцеї Жоффра (фр. Lycée Joffre) в Монпельє. У 1989 році розробив широко відому програму — пакувальник виконуваних файлів LZEXE. Закінчив Політехнічну школу і в 1996 році — Національну вищу школу телекомунікацій.
Відомі розробки Беллара:
- QEMU — вільна програма для емуляції апаратного забезпечення різних платформ з відкритим вихідним кодом;
- Tiny C Compiler — компактний компілятор C.

Також він є провідним розробником FFmpeg — пакету програм з відкритим вихідним кодом для перетворення різних форматів аудіо і відео.
У 1997 році Беллар відкрив найшвидшу формулу для обчислення одиничного розряду числа Пі в двійковому представленні — так звану формулу Беллара, яка є модифікацією формули Бейлі — Боруейна — Плаффа.
31 грудня 2009 року Беллар оголосив про встановлення ним нового світового рекорду в обчисленні числа π: отримано 2 699 999 990 000 десяткових знаків (попередній рекорд, 2 576 980 370 000 знаків, встановив Дайсуке Такахасі в серпні 2009 року). Для обчислення використовувався алгоритм Чудновського. Розрахунки проводилися на персональному комп'ютері вартістю менше 2000 євро і зайняли 103 дні (попередній рекорд був поставлений на суперкомп'ютері). Перевірка останніх 50 шістнадцяткових символів результату з використанням формули Беллара зайняла 13 днів.
16 травня 2011 року Беллар оголосив про запуск Linux в емуляторі комп'ютер x86, повністю написаний на JavaScript.
В 2011 був нагороджений Google-o'reilly Open Source Award.
У 2014 році запропонував формат стиснення зображень Better Portable Graphics (BPG), що базується на підмножині алгоритмів з відеокодека HEVC.